# Mitoc
Mitoc is een Roemeense gemeente in het district Botoșani.
Mitoc telt 1997 inwoners.